# كيغي هايروز
كيغي هايروز (باليابانية: 廣瀬佳司؛ بالكانا: ひろせ けいじ) هو لاعب اتحاد الرغبي ياباني، ولد في 16 أبريل 1973 في أوساكا في اليابان.

## وصلات خارجية
- كيغي هايروز عل موقع إسبنسكروم (الإنجليزية)